# Jailhouse Blues
Jailhouse Blues (engl. Titel: American History X-cellent) ist die 17. Folge der 21. Staffel und damit die 458. Episode der Zeichentrickserie Die Simpsons. In dieser Episode wird Mr. Burns wegen des Besitzes gestohlener Gemälde inhaftiert. Sein Assistent Smithers übernimmt die Leitung des Atomkraftwerks und entwickelt sich zu einem schlimmeren Tyrannen als Burns. Der Originaltitel ist eine Anspielung auf das Filmdrama American History X aus dem Jahr 1998. Der deutsche Titel nimmt Bezug auf den US-amerikanischen Spielfilm Jailhouse Rock – Rhythmus hinter Gittern aus dem Jahr 1957, mit Elvis Presley in der Hauptrolle, und auf dessen Titelsong Jailhouse Rock.

## Vorspann
Der Wolkengag des Vorspanns zeigt die Figur Lance Murdock, wie sie auf einem Motorrad von rechts durch das Bild fliegt. Der Werbegag ist eine Plakatwerbung für Duff Beer mit der Aufschrift Nothing but Booze (deutsch: Nichts als Gesöff). Im Tafelgag schreibt Bart Hot Dogs are not bookmarks (deutsch: Hot Dogs sind keine Lesezeichen) an die Tafel. Die Couch steht vor dem Haus im Vorgarten. Die lediglich von einer Kulisse dargestellte Fassade des Hauses fällt so um, dass die Couch mit den Simpsons unversehrt in einer Fensteröffnung steht.

## Handlung
Zu Beginn der Episode gehen Homer und seine Kollegen Lenny und Carl in Uniformen von Gefängnisaufsehern einen Zellengang im Gefängnis von Springfield entlang. Schließlich erreichen sie eine Zelle, in der sie den sich sträubenden Insassen Mr. Burns auffordern mitzukommen. Als Stimme aus dem Off erläutert Burns die Situation seiner Gefangenschaft. Die Episode ist überwiegend eine Rückblende auf die Ereignisse vor dem Befreiungsversuch:
Mr. Burns veranstaltet in seinem Haus nur für sich selbst eine große Feier zum Unabhängigkeitstag der Vereinigten Staaten. Seine Angestellten zwingt er zur Aufführung des aufwändigen Schauspiels Burns bless America im Stil einer Broadway-Revue, ohne dass sie dafür bezahlt werden. Der frustrierte Homer und seine Kollegen Lenny und Carl brechen in Mr. Burns’ Weinkeller ein und betrinken sich sinnlos, Homer leert eine Flasche Wein im Wert von 60.000 US-Dollar. Anschließend beginnen sie damit, die Einrichtung des Anwesens zu zertrümmern. Der entsetzte Mr. Burns lässt von seinem Assistenten Smithers die Polizei rufen. Einer der eintreffenden Polizisten bemerkt, dass an einer Wand Das Konzert von Jan Vermeer hängt, ein Beutestück aus dem Kunstraub von Boston, das 1990 aus dem Isabella Stewart Gardner Museum geraubt worden ist. Mr. Burns rechtfertigt sich damit, dass es kein Verbrechen sei, schöne Dinge besitzen zu wollen und sie aus einem öffentlichen Museum zu stehlen, wo sie ohnehin nur von „kaugummikauenden Affen in Baseballjacken“ angeglotzt würden. Mr. Burns wird verhaftet und, von der Bevölkerung mit faulem Gemüse beworfen, in einem hölzernen Käfig durch die Straßen von Springfield zum Gefängnis gebracht. Sein Assistent Smithers übernimmt zögerlich die Leitung des Atomkraftwerks.
In dem Versuch, den Gefängnisdirektor zu erpressen, zieht Mr. Burns einen handgeschriebenen Zettel aus der Tasche und beginnt vorzulesen. Er droht damit, der Lokalpresse mitzuteilen, dass der Direktor süchtig ist. Er kann aber seine eigene Handschrift nicht lesen und sagt nur „nach irgendwas, das mit H anfängt“. Während Mr. Burns in seine Zelle geführt wird, nimmt der Direktor eine Gasflasche mit Helium aus dem Schrank und inhaliert sein H.
Mr. Burns wird zunächst mit einem Wirtschaftskriminellen in einer Doppelzelle untergebracht. Als er erfährt, dass sein Zellengenosse am Dartmouth College und an der University of Virginia studiert hat, will er nicht mit „diesem Ungeheuer“ in einer Zelle untergebracht sein. In seiner neuen Zelle trifft er auf einen sehr großen, muskulösen schwarzen Gefangenen, der offensichtlich der Figur des riesenwüchsigen John Coffey in dem Gefängnisdrama The Green Mile nachempfunden ist. Der Zellengenosse, ein wiedergeborener Christ, versucht Mr. Burns zu bekehren und reißt ein Bild von Rita Hayworth von der Wand, hinter dem ein Kreuz verborgen war. Coffey wurde zum Christentum bekehrt, als er von einem Mitgefangenen das 1974 erschienene Buch Helter Skelter – Der Mordrausch des Charles Manson von Vincent Bugliosi und Curt Gentry erhielt. Das Cover des Buchs zeigt ein Foto des Serienmörders Charles Manson, der von dem Analphabeten Coffey seither für Jesus Christus gehalten wird und sein Leben bestimmt. Coffey saugt im weiteren Verlauf das Böse, dargestellt durch grünen Schleim, aus Mr. Burns heraus. Dieser empfindet das Gefängnis nun nicht mehr als Höllenloch, sondern als einen himmlischen Ort. Er wird Mitglied im Kirchenchor und in einer Beatles-Coverband mit dem Namen Stab Four. Während Tingeltangel Bob in der Gefängnis-Wäscherei in einer Waschmaschine „gereinigt“ und anschließend getrocknet wird, liest Mr. Burns die Heilige Schrift.
In der Zwischenzeit leitet Mr. Burns’ Assistent Waylon Smithers das Atomkraftwerk. Er versucht den Mitarbeitern freundlich und fürsorglich zu zeigen, dass er nichts mit dem bösartigen Mr. Burns gemein hat. Doch als er sich mit Homer, Lenny und Carl bei Moe’s auf ein Bier trifft, hört er mit, wie die drei sich über ihn lustig machen. Smithers wird bewusst, warum Mr. Burns die Menschheit hasst. Gegenüber seinen Mitarbeitern wird Smithers zum Tyrannen und hetzt sogar anstelle der Hunde, wie Mr. Burns, Vielfraße auf die Mitarbeiter.
Homer, Lenny und Carl beschließen daraufhin, Mr. Burns aus dem Gefängnis zu befreien. Sie verkleiden sich als Aufseher, schleichen sich in das Gefängnis und holen Mr. Burns aus seiner Zelle. Dieser zögert zunächst, weil er im Gefängnis seine spirituelle Heimat gefunden hat. Als Coffey ihre Flucht verhindern will, wird Mr. Burns klar, dass er nicht zum evangelikalen Führer taugt und dass seine Taufe in der Kloschüssel nicht alles Böse von ihm abgewaschen hat. Er sagt Coffey, dass er etwas von dem Bösen zwischen seinen Zehen nicht weggesaugt hat und dass sich dieser Rest rasch ausgebreitet und ihn zu einem „größeren Schwein als zuvor“ gemacht hat. Er fragt sich aber auch, warum Coffey ihm so selbstlos geholfen hat. Coffey sagt, dass er im Laufe der Jahre so viele reiche weiße Männer getötet hat, dass er wenigstens einmal einem etwas Gutes tun wollte. Beide stellen fest, dass sie nicht sehr verschieden voneinander sind. Burns kauft sich frei und übernimmt wieder die Leitung des Atomkraftwerks. Coffey findet in Fat Tony einen neuen Jünger.
Marge Simpson fährt während des Transports von Mr. Burns in das Gefängnis zum Einkaufen, denn jedes Mal, wenn in der Stadt ein Aufruhr stattfindet, ist das Einkaufszentrum menschenleer. Bart und Lisa sind wegen der Abwesenheit beider Eltern gezwungen, miteinander zu spielen. Beim Streit um Lisas Ameisenfarm zerbricht diese, und der Familienhund Knecht Ruprecht verschlingt fast alle Ameisen. Das Ereignis bringt Lisa und Bart wieder zusammen, sie nennen die einzige überlebende Ameise Annie. Beide versuchen Annie zu retten, müssen aber bald erkennen, dass sie sterben wird. Sie beschließen sie freizulassen, damit sie ihre letzten Tage in Freiheit verbringen kann. Doch sobald sie Annie aus ihrer Obhut entlassen, wird auch sie von Knecht Ruprecht gefressen.

## Anspielungen auf Kultur und Gesellschaft
- Das vom Gefängnisdirektor konsumierte Helium wird mit H abgekürzt. Das ist im Jargon der Drogenszene – englisch ausgesprochen – eine Bezeichnung für Heroin.

### Personen der Zeitgeschichte
- Der im Wolkengag des Vorspanns bei einem Motorradstunt gezeigte Lance Murdock ist eine in vielen Episoden erscheinende Karikatur des US-amerikanischen Stuntmans Evel Knievel.
- Die Figur des Fat Tony ist an Anthony „Fat Tony“ Salerno angelehnt, einen 1992 im Medical Center for Federal Prisoners in Springfield, Missouri verstorbenen Underboss der New Yorker Genovese-Familie.

### Amerikana
- Der von Mr. Burns gefeierte Fourth of July ist ein wichtiges Element des US-amerikanischen Nationalbewusstseins und wird entsprechend gefeiert. In dem von Burns für seine Party verfassten Bühnenstück, dessen Titel Burns Bless America an das jedem US-Amerikaner geläufige patriotische Lied God Bless America angelehnt ist, erscheinen weitere Symbole amerikanischer Kultur, wie Uncle Sam und das Mount Rushmore National Memorial.
- Mr. Burns’ Weigerung, mit einem Wirtschaftskriminellen und Absolventen der University of Virginia in einer Zelle untergebracht zu werden, spielt auf den Ehrenkodex der University of Virginia an, der einen Studenten verpflichtet, nicht zu lügen, zu betrügen oder zu stehlen.
- Die verwaiste Ameise Annie hat ihren Namen von dem Gedicht Little Orphant Annie von James Whitcomb Riley aus dem Jahr 1885. Dabei wird mit der historischen Schreibweise mit der Endung -ant (englisch: Ameise) gespielt. Das Gedicht ist in den Vereinigten Staaten allgemein bekannt, wie auch die Comicstripserie Little Orphan Annie und das darauf basierende Musical Annie.

### Film und Musik
- Der Couch-Gag des Vorspanns reproduziert jenen Stunt der Stummfilmkomödie Steamboat Bill, jr. aus dem Jahr 1928, in dem Buster Keaton fast von einer umstürzenden Hausfassade erschlagen wird, aber so steht, dass er wegen einer Fensteröffnung nicht getroffen wird.
- Die Architektur des Gefängnisses von Springfield und die Abläufe innerhalb der Anstalt sind eine Hommage an das Gefängnisdrama Die Verurteilten, das im Jahr 1994 gedreht wurde. Der Film basiert auf der Novelle Frühlingserwachen: Pin-up (Originaltitel: Hope Springs Eternal: Rita Hayworth and Shawshank Redemption) in der Sammlung Frühling, Sommer, Herbst und Tod (Different Seasons) des Schriftstellers Stephen King. Auch die Figur des heliumabhängigen Gefängnisdirektors ist nach dem korrupten Direktor im Film gestaltet. In den Verurteilten wird ein von einem der Protagonisten über Jahre gegrabener Fluchttunnel zeitweise durch ein Pin-up mit Rita Hayworth verdeckt. In der Simpsons-Episode verbirgt das Pin-up ein Kreuz.
- Bei der Ankunft im Gefängnis muss Mr. Burns seine Taschen ausleeren. Dabei taucht eine Kinokarte für die Stummfilmkomödie Tillies gestörte Romanze von Mack Sennett aus dem Jahr 1914 auf.
- Mr. Burns’ Zellengenosse John Coffey und zahlreiche seiner Handlungen sind Anspielungen auf den Spielfilm The Green Mile, nach dem gleichnamigen Roman von Stephen King.
- Der Name Stab Four der Beatles-Coverband spielt auf den im Jahr 2000 veröffentlichten Horrorfilm Scream 3 des Regisseurs Wes Craven an. Die Handlung dieses Films ist am fiktiven Set des Films Stab 3 (bezogen auf to stab, erstechen) angesiedelt. Als die Episode Jailhouse Blues erstmals ausgestrahlt wurde, waren die Arbeiten am Sequel Scream 4 im Gange, und man konnte davon ausgehen, dass ein fiktiver Film Stab 4 zur Handlung gehört.
- Mehrere Gefängnisszenen sind mit dem Prison Bound Blues von Leroy Carr aus dem Jahr 1929 in der Coverversion von John Lee Hooker unterlegt.

### Malerei
- Die Verhaftung Mr. Burns’ erfolgt wegen des Besitzes gestohlener Gemälde. Das in der Episode gezeigte Ölgemälde Das Konzert des niederländischen Malers Jan Vermeer ist eines von nur etwa drei Dutzend überlieferten Werken des Malers. Es wurde mit 12 weiteren Kunstwerken, darunter Arbeiten von Rembrandt, Degas und Manet, am 19. März 1990 beim Kunstraub von Boston aus dem Isabella Stewart Gardner Museum geraubt und ist bis heute verschollen;
- in Mr. Burns’ Büro hängt das Gemälde Saturn verzehrt seinen Sohn des spanischen Malers Francisco de Goya, mit Mr. Burns in der Rolle des Saturn.

## Produktionsnotizen

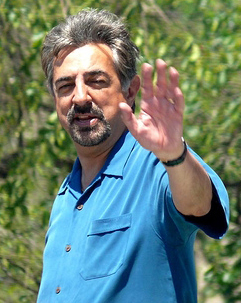
Joe Mantegna, Sprecher des Fat Tony, 2008

Die Figur des riesenhaften Zellengenossen von Mr. Burns wird im Original von dem Schauspieler und Synchronsprecher Kevin Michael Richardson gesprochen, die deutsche Stimme ist Ekkehardt Belle. Die bereits in der dritten Staffel eingeführte Nebenfigur des Verbrechers Fat Tony wird im Original wieder von Joe Mantegna und in der deutschen Version von Willi Röbke gesprochen.
Die drei Handlungsstränge, mit Mr. Burns im Gefängnis, Homer Simpson im Atomkraftwerk und Lisa und Bart bei der Rettung der Ameise, verschaffen der Episode einen außergewöhnlich komplexen Aufbau.

## Rezeption
Bei der Erstausstrahlung des Originals am 11. April 2010 hatte die Episode 5,649 Millionen Zuschauer. Am 29. März 2011 sahen 1,95 Millionen Zuschauer die Erstausstrahlung der deutsch synchronisierten Fassung.
Eric Hochfelder von TV Fanatic fand den Plot großartig. Er bedauerte aber, dass Bart und Lisa als Nebenrollen mit nur wenigen lustigen Augenblicken erschienen. Emily VanDerWerff von der Onlinezeitung The A.V. Club gab der Episode nur wegen der prominenten Darstellung des Mr. Burns eine zögerliche Zustimmung. Lisa und Barts Story sei hingegen „einfach nur dumm“ (englisch: just plain stupid).